# Alfombra de Bakhtiari
La alfombra de Bakhtiari es un tipo de alfombra persa. La tribu Bakhtiari habita las regiones montañosas de los Zagros en el oeste de Irán (Persia). En Irán viven actualmente 1.600.000 personas pertenecientes a las tribus Bakhtiari. Hay más de 50 dibujos y calidades diferentes de estas alfombras rústicas y nómadas producidas en esta región.
Los dibujos con representaciones de jardines son los más buscados, seguidos de los modelos que tienen un medallón central y dibujos representando árboles de la vida. 
Normalmente, todas las alfombras se venden en tanto que Bakhtiaris, pero en algunos casos individuales de identificación, llevan el nombre de las poblaciones donde se han producido, como Feridan, Farah Dumbah, Boldaji, Saman, Bain, Luri, Owlad y así sucesivamente. Ocasionalmente, las obras de trabajo más delicado se denominan "Bibibaffs".

## Descripción
Fondo casi siempre dividido en cuadrados o rombos y delimitado por un borde uniforme que hace resaltar la decoración. Las decoraciones son motivos animales y vegetales alternos. También pueden encontrarse motivos de flores y arbustos que adornan los «árboles de vida».

Se considera generalmente que los ejemplos más delicados de dibujos bajtiaríes proceden del pueblo de Chabal Shotur y de la mayor ciudad de la región, Shahre kord, cuyos productos se reconocen por el uso del nudo persa, distinguido por las alfombras de medallón evocadoras de las alfombras de Ispahán que datan del periodo anterior a la dinastía Pahlevi. Existen alfombras de esta procedencia com un medallón central, de ejecución más esquemática.
- Datos: Q2408429